# Benque Viejo
Benque Viejo, conosciuta anche come Benque Viejo del Carmen, è una città del Belize, appartenente al distretto di Cayo. Si tratta di uno dei comuni della nazione più ad ovest. È localizzato a circa 13 km da San Ignacio.